# Руд, Сиф
Сиф Эйнарсдоттер Руд (швед. Sif Einarsdotter Ruud), в замужестве Фальде (швед. Fallde; 6 мая 1916,Стокгольм — 15 августа 2011, Стокгольм) — шведская актриса, театральный педагог.

## Биография

### Ранние годы
Сиф Руд родилась в семье актуария Эйнара Руда и Инес Энгстрём. Отец умер в 1915 году до рождения дочери. Вместе со старшей сестрой Сиф росла на острове Кунгсхольмен в Стокгольме. Когда ей было шесть лет, мать снова вышла замуж. Семья переехала в Скогсторп, коммуну в составе города Эскилстуна. Отчим был инженером, но из-за неудачного вложения денег семья была стесненна в средствах. Через четыре года Сиф Руд с матерью вернулись в Стокгольм.

### Карьера
В возрасте 17 лет решил Руд решила стать актрисой и стала брать уроки у Карин Александерссон, одновременно работая в конторе. Осенью 1934 её приняли в театральную школу Королевского драматического театра. Среди однокурсников Руд была Гунн Вольгрен, а одним из преподавателей — Хильда Боргстрём.
После окончания театральной шкоды в 1937 году Руд поступила на работу в Хельсингборгский городской театр к режиссёру Рудольфу Вендбладу. После закрытия театра она работала в Фредриксдальтеатерн в Хельсингборг и театре Ипподром в Мальмё. Весной 1940 года она переехала из Хельсингборга в Стокгольм, где получила работу под началом Пер-Акселя Браннера, художественного руководителя Нового Театра на Регеринсгатан. Руд играла в Новом театр на протяжении 1940-х годов, была занята в ролях в пьесах Максвелла Андерсона, Августа Стриндберга и Антона Павловича Чехова. В дополнение к этой работе Руд также принимала участие в спектаклях Драматикерстудион и представлениях под открытым небом в парке Тантолунден.

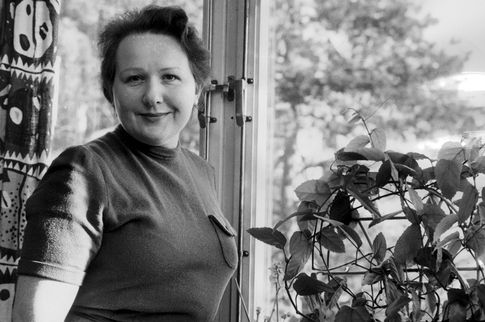
Сиф Руд в 1957 году

В конце 1940-х годов Руд в течение четырёх лет была участником Кар-де Мумма-ревю в Бланштеатерн, а осенью играла Рикстеатерн. В 1953 году её приняли в труппу Королевского драматического театра. С 1950 по 1957 годы она также играла в радиоспектаклях Радиотеатра Герберта Гревениуса.
Ещё будучи в Хельсингборге Сиф Руд начала давать уроки актёрского мастерства, и с 1951 года она работала преподавателем сценической речи в Королевском драматическом театре. Её актёрский дебют в этом театре состоялся в спектакле Альфа Шёберга по пьесе «Ромео и Джульетта», где она сыграла Кормилицу. Помимо театральных выступлений, в 1950-е годы Руд снималась во многих шведских фильмах, например, из 11 фильмов, вышедших в 1956 году, Сиф Руд сыграла небольшую роль в каждом.
В Королевском драматическом театре Руд работала с режиссёрами Улофом Муландером (спектакль Växelsången по пьесе Джуны Барнс The Antiphon), Альфом Шёбергом (спектакль по пьесе Толстого «Власть тьмы»), Пер-Акселем Браннером (спектакль по пьесе Чехова «Дядя Ваня») и Бенгтом Экеротом (спектаель по пьесе Ларса Форселля Kröningen). В спектакле Мими Поллак по пьесе Оскара Уайльда «Как важно быть серьёзным» Руд играла чопорную Леди Брэкнелл.
Когда на шведском телевидении появился телетеатр, Сиф Руд стала постоянным участником телеспектаклей. В 1961 году она снялась в телефильме Бенгта Лагерквиста Gäst hos verkligheten, а когда в 1965 году состоялась постановка пьесы Стриндберга Hemsöborna, получила роль Мадам Флод. В 1968 году она появилась в постановке Альфа Шёберга пьесы Стриндберга Fadren, где она сыграла Маргарет. Когда пьеса была адаптирована для большого экрана, Руд участвовала и в этой версии. Осенью 1969 года в пьесе Нила Саймона «Номер в отеле „Плаза“», поставленной Васатеатерн, Сиф Руд стала партнёршей Гуннара Бьёрнстранда. В этом театре она играла и в следующем году в спектакле по пьесе Джея Аллена «40 карат», где её партнёршей стала Май-Бритт Нильссон.
В начале 1980-х годов Руд снова вернулась в телетеатр, которым в тот момент режиссёром был Бу Видерберг. Затем она снялась в телефильме Oldsmobile, который снимался в Мексиканском заливе. В Максимтеатерн она и Биргитта Андерссон играли двух сестер Брюстер в пьесе Джозефа Кессельринга Arsenic and Old Lace, спектакль продержался на сцене четыре сезона с осени 1983 по весну 1985 года. Сиф Руд играла Карну, мать трёх дочерей, в спектакле Королевского драматического театра 1985 года по пьесе Агнеты Плейельс Sommarkvällar på jorden. Режиссёр Гуннель Линдблум создал киноверсию спектакля, и в ней также снималась Руд. Её последней работой в Королевском драматическом театре стала совместная со Свеном Линдбергом роль пожилой пары в спектакле по пьесе Påklädaren 2001 года.
Сиф Руд скончалась 15 августа 2011 года. Она была похоронена на Северном кладбище Стокгольма.

### Семья
Сиф Руд была замужем за сценаристом Суне Бергстрёмом и родила своего первого ребёнка в 1944 году. После развода повторно вышла замуж в 1954 году за Пер-Улофа Фальде (1924—2007), в браке родилась дочь.

## Награды и премии
- 1958 — Золотая медаль Шведской театральной ассоциации[18];
- 1962 — Стипендия Йёста Экмана;
- 1964 — Стипендия О’Нила[19];
- 1979 — Премия «Золотой жук» лучшей актрисе (за роль Сиф Густавссон в фильме En vandring i solen);
- 1986 — Медаль Литературы и искусств;
- 1995 — Премия «Золотой жук» лучшей актрисе второго плана (за роль Фру Альм в фильме Pensionat Oskar и роль Эвелин в фильме Stora och små män);
- 1996 — Театральный приз Шведской академии;
- 1998 — Специальный приз Шведской ассоциации театральных критиков;
- 2000 — Звание профессора за «характерные роли наполнены состраданием и силой»[20].

## Избранная фильмография
- 1938 — Kloka gubben
- 1941 — Första divisionen
- 1942 — General von Döbeln
- 1942 — Man glömmer ingenting
- 1944 — På farliga vägar
- 1944 — Släkten är bäst
- 1945 — Brott och straff
- 1945 — 13 stolar
- 1946 — Kristin kommenderar
- 1946 — Försök inte med mej ..!
- 1946 — Johansson och Vestman
- 1946 — Det regnar på vår kärlek
- 1946 — Sommar och syndare
- 1947 — Dynamit
- 1947 — Konsten att älska
- 1947 — Försummad av sin fru
- 1947 — Kvinna utan ansikte
- 1947 — Den långa vägen
- 1948 — Flickan från fjällbyn
- 1948 — På dessa skuldror
- 1948 — Hamnstad
- 1948 — Lars Hård
- 1948 — Textilarna
- 1949 — Pappa Bom
- 1949 — Gatan
- 1949 — Skolka skolan
- 1949 — Smeder på luffen
- 1949 — Törst
- 1949 — Farlig vår
- 1949 — Kärleken segrar
- 1949 — Bara en mor
- 1950 — Två trappor över gården
- 1950 — Hjärter Knekt
- 1950 — Till glädje
- 1950 — Askungen (озвучивание)
- 1951 — Dårskapens hus
- 1951 — Elddonet
- 1951 — Frånskild
- 1952 — Säg det med blommor
- 1952 — Möte med livet
- 1953 — I dimma dold
- 1953 — Malin går hem
- 1954 — Herr Arnes penningar
- 1954 — Hjälpsamma herrn
- 1954 — Farlig frihet
- 1954 — Taxi 13
- 1954 — Storm över Tjurö
- 1955 — Paradiset
- 1956 — Pettersson i Annorlunda
- 1956 — Swing it, fröken
- 1956 — Ratataa
- 1956 — Flamman
- 1956 — Sceningång
- 1956 — Flickan i frack
- 1956 — Främlingen från skyn
- 1956 — Moln över Hellesta
- 1956 — Tarps Elin
- 1956 — Egen ingång
- 1956 — Det är aldrig för sent
- 1957 — Som man bäddar…
- 1957 — Lille Fridolf blir morfar
- 1957 — Smultronstället
- 1957 — Sommarnöje sökes
- 1958 — Du är mitt äventyr
- 1958 — Лицо / Ansiktet
- 1958 — Fröken April
- 1958 — Дама в чёрном / Damen i svart — Ассана Энгстрем, скульптор
- 1958 — Laila
- 1959 — Törnrosa (озвучивание)
- 1959 — Himmel och pannkaka
- 1959 — Får jag låna din fru?
- 1959 — Det svänger på slottet
- 1959 — Fröken Chic
- 1959 — Mälarpirater
- 1959 — Fly mej en greve
- 1959 — Den kära leken
- 1960 — Tärningen är kastad
- 1960 — Sommar och syndare
- 1960 — När mörkret faller
- 1960 — Goda vänner trogna grannar
- 1960 — Förälskad i Köpenhamn
- 1961 — Hällebäcks gård
- 1961 — Ljuvlig är sommarnatten
- 1961 — Pärlemor
- 1961 — Pongo och de 101 dalmatinerna (озвучивание)
- 1962 — Vita frun
- 1962 — Biljett till paradiset
- 1963 — Min kära är en ros
- 1963 — Kurragömma
- 1963 — Lyckodrömmen
- 1964 — Svenska bilder
- 1964 — Åsa-Nisse i popform
- 1965 — För vänskaps skull
- 1966 — Hemsöborna (телесериал)
- 1969 — Fadern
- 1969 — Ni ljuger
- 1970 — Reservatet
- 1973 — Jul i Mumindalen (Julkalendern i Sveriges Television) (озвучивание)
- 1974 — Dunderklumpen! (озвучивание)
- 1974 — En handfull kärlek
- 1974 — Rågvakt
- 1975 — Maria
- 1976 — Лицом к лицу / Ansikte mot ansikte
- 1977 — Men så en dag om morgonen
- 1977 — Paradistorg
- 1977 — Albert och Herbert (телеспектакль)
- 1978 — En vandring i solen
- 1979 — Ты с ума сошла, Мадикен! / Madicken
- 1979 — Min älskade
- 1980 — Madicken på Junibacken
- 1980 — Swedenhielms (телеспектакль)
- 1980 — Barnens ö
- 1980 — Trollsommar
- 1981 — Stjärnhuset (Julkalendern i Sveriges Television)
- 1981 — Missförståndet
- 1981 — Liten Karin (телеспектакль)
- 1982 — Time Out (телесериал)
- 1982 — Oldsmobile
- 1985 — Lösa förbindelser
- 1987 — Sommarkvällar på jorden
- 1988 — Enkel resa
- 1990 — Hemligheten
- 1991 — Osynlig närvaro (телесериал)
- 1992 — Den goda viljan
- 1995 — Alfred
- 1995 — Pensionat Oskar
- 1995 — Stora och små män
- 1996 — Alla dagar, alla nätter
- 1996 — Att stjäla en tjuv
- 1996 — Juloratoriet
- 1996 — När Finbar försvann